# Arad Challenger 2012
L'Arad Challenger 2012, noto anche come BRD Arad Challenger, è stato un torneo professionistico di tennis giocato sulla terra rossa. È stata la 2ª edizione del torneo che fa parte dell'ATP Challenger Tour nell'ambito dell'ATP Challenger Tour 2012. Si è giocato ad Arad in Romania dal 2 all'8 luglio 2012.

## Partecipanti

### Teste di serie
| Nazionalità | Giocatore        | Ranking* | Testa di serie |
| ----------- | ---------------- | -------- | -------------- |
| Germania    | Daniel Brands    | 102      | 1              |
| Croazia     | Antonio Veić     | 144      | 2              |
| Francia     | Augustin Gensse  | 150      | 3              |
| Romania     | Victor Hănescu   | 153      | 4              |
| Argentina   | Martín Alund     | 158      | 5              |
| Portogallo  | Gastão Elias     | 161      | 6              |
| Francia     | Guillaume Rufin  | 168      | 7              |
| Francia     | Nicolas Devilder | 190      | 8              |

* Ranking al 25 giugno 2012.

### Altri partecipanti
Giocatori che hanno ricevuto una wild card:
- Victor Crivoi
- Petru-Alexandru Luncanu
- Florin Mergea
- Constantin Sturdza

Giocatori che hanno ricevuto un entry come alternate per il tabellone principale:
- Andrej Martin

Giocatori passati dalle qualificazioni:
- Toni Androić
- Marin Draganja
- Dino Marcan
- Boris Pašanski

## Campioni

### Singolare
- Facundo Bagnis ha battuto in finale  Victor Hănescu, 6-4, 6-4

### Doppio
- Nikola Mektić /  Antonio Veić hanno battuto in finale  Marin Draganja /  Dino Marcan, 7–6(5), 4-6, [10-3]